# Сошал Серкл (Џорџија)
Сошал Серкл (енгл. Social Circle) град је у америчкој савезној држави Џорџија. По попису становништва из 2010. у њему је живело 4.262 становника.

## Демографија
Према попису становништва из 2010. у граду је живело 4.262 становника, што је 883 (26,1%) становника више него 2000. године.
| Група             | 2000.         | 2010.         |
| Белци             | 1.889 (55,9%) | 2.512 (58,9%) |
| Афроамериканци    | 1.396 (41,3%) | 1.529 (35,9%) |
| Азијати           | 6 (0,2%)      | 24 (0,6%)     |
| Хиспаноамериканци | 50 (1,5%)     | 134 (3,1%)    |
| Укупно            | 3.379         | 4.262         |